# Mistrzostwa Europy w Wioślarstwie 1968
58. Mistrzostwa Europy w Wioślarstwie (kobiet) odbyły się w dniach 16–18 sierpnia 1968 r. we wschodnioniemieckim Berlinie (po raz 3. w historii). Zgodnie z programem mistrzostw rozegrano 5 konkurencji wioślarskich (wyłącznie dla kobiet). Zawodniczki rywalizowały na pobliskim jeziorze Langer See (rozlewisko rzeki Dahme) w dzielnicy Grünau. 

## Medalistki
| Konkurencja                           | Złoto | Czas    | Srebro | Czas    | Brąz | Czas    | Źródło      |
| ------------------------------------- | --- | ------- | --- | ------- | --- | ------- | ----------- |
| W1x (jedynka)                         | Anita Kuhlke | 4:00.79 | Renée Camu | 4:01.46 | Renate Sika | 4:04.85 | [ 1 ] [ 2 ] |
| W2x (dwójka podwójna)                 | NRD Gisela Jäger · Rita Schmidt | 3:47.13 | Holandia Truus Bauer · Toos van der Ende | 3:47.62 | ZSRR Jewgienija Własowa · Tatjana Markwo | 3:50.80 | [ 3 ] [ 2 ] |
| W4x+ (czwórka podwójna ze sternikiem) | Rumunia Ioana Tudoran · Mitana Botez · Maria Hublea · Ileana Nemeth · Ștefania Borisov (sternik)                                                                          | 3:31.07 | NRD Dagmar Holst · Ingelore Kremtz-Bahls · Inge Schneider-Gabriel · Inge Bartlog · Karin Bauschke-Luck (sternik)                                                            | 3:33.30 | ZSRR Sofija Gruczowa · Aleksandra Boczarowa · Natalja Turkina · Antonina Mariszkina · Tamara Gron (sternik)                                                                 | 3:33.42 | [ 4 ] [ 2 ] |
| W4+ (czwórka ze sternikiem)           | ZSRR Nina Bystrowa · Nina Burakowa · Nina Abramowa · Nadieżda Nikołajewa · Olga Błagowieszczenska (sternik)                                                               | 3:39.85 | Rumunia Doina Bălașa · Luminița Olteanu · Viorica Lincaru · Stana Tudor · Ștefania Borisov (sternik)                                                                        | 3:41.29 | NRD Marita Berndt · Hanna Mitter · Barbara Behrend · Christine Turba · Ulrike Skrbek (sternik)                                                                              | 3:42.03 | [ 5 ] [ 2 ] |
| W8+ (ósemka)                          | NRD Marlis Wegener · Renate Schlenzig · Renate Seyfarth · Gabriele Kelm · Ursula Pankraths · Rosemarie Schmidtke · Renate Boesler · Renate Weber · Gudrun Apelt (sternik) | 3:15.62 | Rumunia Doina Bălașa · Luminița Olteanu · Viorica Lincaru · Stana Tudor · Marioara Sîngiorzan · Marina Mocioacă · Viorica Crețu · Doina Bardaș · Ștefania Borisov (sternik) | 3:21.06 | Holandia J. Kaayk · S.M. ten Kade · M.M. van Ijsel Smits · E.M.C. Gerits · M.M.M. Smits · T.G.A. van Horne · A.J. van den Berg · E.G. van Eekelen · M. Kraayenhof (sternik) | 3:23.95 | [ 6 ] [ 2 ] |

## Klasyfikacja medalowa
| Miejsce | Reprezentacja | Złoto | Srebro | Brąz | Razem |
| ------- | ------------- | ----- | ------ | ---- | ----- |
| 1.      | NRD           | 3     | 1      | 1    | 5     |
| 2.      | Rumunia       | 1     | 2      | 0    | 3     |
| 3.      | ZSRR          | 1     | 0      | 2    | 3     |
| 4.      | Holandia      | 0     | 1      | 1    | 2     |
| 5.      | Francja       | 0     | 1      | 0    | 1     |
| 6.      | Austria       | 0     | 0      | 1    | 1     |
| Razem   | Razem         | 5     | 5      | 5    | 15    |